# Ernst II van Saksen-Gotha-Altenburg
Ernst Lodewijk (Gotha, 30 januari 1745 - aldaar, 20 april 1804) was van 1772 tot 1804 hertog van Saksen-Gotha-Altenburg. Hij was de tweede zoon van hertog Frederik III en Louise Dorothea, dochter van Ernst Lodewijk I van Saksen-Meiningen.
Hij volgde in 1772 zijn vader op als staatshoofd van een land dat werd geteisterd door grote schulden en prijsstijgingen. Pas toen hij deze situatie door bezuinigingen op zijn hofhouding en verkleining van zijn leger met succes had verbeterd, begon hij met het aanleggen van een verzameling kunstschatten. Als wetenschappelijk geïnteresseerd vorst onderhield hij bij Gotha een sterrenwacht, die onder Franz Xaver von Zach naam maakte. In zijn testament liet hij 40.000 taler na ten gunste van astronomisch en natuurkundig onderzoek.
Hij regeerde op liberale en verlichte wijze. Hij verbeterde de armenzorg, hief de lotto op en wijdde zich aan het onderwijs en het steunen van kunstenaars. Wat betreft zijn buitenlandse politiek sloot hij zich bij de vorstenbond van Frederik de Grote aan. Hij stierf op 20 april 1804 en werd opgevolgd door zijn oudste zoon August.

## Huwelijk en kinderen
Op 21 maart 1769 trad hij in het huwelijk met Maria Charlotte, dochter van Anton Ulrich van Saksen-Meiningen. Uit dit huwelijk werden vier zoons geboren, van wie er twee de volwassen leeftijd bereikten:
- Ernst (1770-1779)
- Emiel Leopold August (1772-1822)
- Frederik (1774-1825)
- Lodewijk (1777-1777).

## Voorouders
| Kwartierstaat van Ernst II van Saksen-Gotha-Altenburg | Kwartierstaat van Ernst II van Saksen-Gotha-Altenburg                                                             | Kwartierstaat van Ernst II van Saksen-Gotha-Altenburg                                                             | Kwartierstaat van Ernst II van Saksen-Gotha-Altenburg                                                             | Kwartierstaat van Ernst II van Saksen-Gotha-Altenburg                                                             | Kwartierstaat van Ernst II van Saksen-Gotha-Altenburg                                                     | Kwartierstaat van Ernst II van Saksen-Gotha-Altenburg                                                     | Kwartierstaat van Ernst II van Saksen-Gotha-Altenburg                                                     | Kwartierstaat van Ernst II van Saksen-Gotha-Altenburg                                                     |
| ----------------------------------------------------- | --- | --- | --- | --- | --- | --- | --- | --- |
| Overgrootouders                                       | Frederik I van Saksen-Gotha-Altenburg (1645–1691) ∞ 1669 Magdalena Sibylla van Saksen-Weißenfels (1648–1681)      | Frederik I van Saksen-Gotha-Altenburg (1645–1691) ∞ 1669 Magdalena Sibylla van Saksen-Weißenfels (1648–1681)      | Karel Willem van Anhalt-Zerbst (1652–1718) ∞ 1676 Sophia van Saksen-Weißenfels (1654–1724)                        | Karel Willem van Anhalt-Zerbst (1652–1718) ∞ 1676 Sophia van Saksen-Weißenfels (1654–1724)                        | Bernhard I van Saksen-Meiningen (1649–1706) ∞ Maria Hedwig van Hessen-Darmstadt (1647-1680)               | Bernhard I van Saksen-Meiningen (1649–1706) ∞ Maria Hedwig van Hessen-Darmstadt (1647-1680)               | Frederik I van Saksen-Gotha-Altenburg (1646–1691) ∞ Magdalena Sibylla van Saksen-Weißenfels (1648-1681)   | Frederik I van Saksen-Gotha-Altenburg (1646–1691) ∞ Magdalena Sibylla van Saksen-Weißenfels (1648-1681)   |
| Grootouders                                           | Frederik II van Saksen-Gotha-Altenburg (1676-1732) ∞ 1695 Prinses Magdalena Augusta van Anhalt-Zerbst (1679-1740) | Frederik II van Saksen-Gotha-Altenburg (1676-1732) ∞ 1695 Prinses Magdalena Augusta van Anhalt-Zerbst (1679-1740) | Frederik II van Saksen-Gotha-Altenburg (1676-1732) ∞ 1695 Prinses Magdalena Augusta van Anhalt-Zerbst (1679-1740) | Frederik II van Saksen-Gotha-Altenburg (1676-1732) ∞ 1695 Prinses Magdalena Augusta van Anhalt-Zerbst (1679-1740) | Ernst Lodewijk I van Saksen-Meiningen (1672–1724) ∞ Dorothea Maria van Saksen-Gotha-Altenburg (1674-1713) | Ernst Lodewijk I van Saksen-Meiningen (1672–1724) ∞ Dorothea Maria van Saksen-Gotha-Altenburg (1674-1713) | Ernst Lodewijk I van Saksen-Meiningen (1672–1724) ∞ Dorothea Maria van Saksen-Gotha-Altenburg (1674-1713) | Ernst Lodewijk I van Saksen-Meiningen (1672–1724) ∞ Dorothea Maria van Saksen-Gotha-Altenburg (1674-1713) |
| Ouders                                                | Frederik III van Saksen-Gotha-Altenburg (1699-1772) ∞ Louise Dorothea van Saksen-Meiningen (1710-1767)            | Frederik III van Saksen-Gotha-Altenburg (1699-1772) ∞ Louise Dorothea van Saksen-Meiningen (1710-1767)            | Frederik III van Saksen-Gotha-Altenburg (1699-1772) ∞ Louise Dorothea van Saksen-Meiningen (1710-1767)            | Frederik III van Saksen-Gotha-Altenburg (1699-1772) ∞ Louise Dorothea van Saksen-Meiningen (1710-1767)            | Frederik III van Saksen-Gotha-Altenburg (1699-1772) ∞ Louise Dorothea van Saksen-Meiningen (1710-1767)    | Frederik III van Saksen-Gotha-Altenburg (1699-1772) ∞ Louise Dorothea van Saksen-Meiningen (1710-1767)    | Frederik III van Saksen-Gotha-Altenburg (1699-1772) ∞ Louise Dorothea van Saksen-Meiningen (1710-1767)    | Frederik III van Saksen-Gotha-Altenburg (1699-1772) ∞ Louise Dorothea van Saksen-Meiningen (1710-1767)    |
| Ernst II van Saksen-Gotha-Altenburg (1745-1802)       | | | | | | | | |